# Jean de Brienne
Pour les autres membres de la famille, voir Maison de Brienne.
Pour les articles homonymes, voir Brienne et Jean Ier.
Jean de Brienne (c. 1170 - 27 mars 1237), également connu sous le nom de Jean Ier, est roi de Jérusalem de 1210 à 1225 et empereur latin de Constantinople de 1229 à 1237. Il est le plus jeune fils d'Érard II de Brienne, un riche noble de Champagne. Jean, initialement destiné à une carrière ecclésiastique, devient chevalier et possède de petits domaines en Champagne vers 1200. Après la mort de son frère, Gautier III, il gouverne le comté de Brienne au nom de son neveu mineur Gautier IV (qui vit en Italie du Sud).
En 1208, les barons du royaume de Jérusalem proposent à Jean d'épouser leur reine, Marie de Montferrat. Avec le consentement de Philippe II de France et du pape Innocent III , il quitte la France pour la Terre sainte où il épouse la reine et est couronné avec elle en 1210. Après la mort de Marie en 1212, Jean administre le royaume en tant que régent pour leur fille en bas âge, Isabelle II, lorsqu'un seigneur influent, Jean d'Ibelin, tente sans succès de le déposer. Jean Ier devient ensuite l'un des chefs de la cinquième croisade lancée en 1217. Bien que sa prétention au commandement suprême de l'armée croisée n'ait jamais été unanimement acceptée, son droit de régner sur Damiette (en Égypte) est confirmé peu après la chute de la ville aux mains des croisés en 1219. Il revendique également le royaume arménien de Cilicie au nom de sa seconde épouse, Stéphanie d'Arménie, en 1220. Après la mort de Stéphanie et de leur fils en bas âge cette année-là, Jean retourne en Égypte. La cinquième croisade se solde finalement par un échec (avec notamment la perte de Damiette) en 1221.
Jean de Brienne est le premier roi de Jérusalem à se rendre en Europe (Italie, France, Angleterre, León, Castille et Allemagne) pour demander de l'aide pour la Terre Sainte. Il donne sa fille en mariage à l'Empereur du Saint-Empire Frédéric II en 1225, mais les deux hommes se brouillent rapidement, et Frédéric évince Jean du trône de Jérusalem. L'ancien roi passe alors au service du pape en administrant ses domaines en Toscane, en devenant le podestat de Pérouse et en commandant l'armée de Grégoire IX contre Frédéric II en 1228 et 1229.
Jean de Brienne retrouve une fonction prestigieuse en 1231 lorsqu'il est couronné empereur latin de Constantinople. La mort de Robert de Courtenay en janvier 1228 avait en effet mis sur le trône Baudouin II, alors âgé de seulement 11 ans. Les barons songent d'abord à confier la régence à Ivan Asen II, tzar des Bulgares, mais changent d'avis par crainte de ce dernier, pour porter leur choix sur Jean de Brienne, qui accepte, mais à condition d'être associé au trône, d'où son couronnement en 1231. Lors de son court règne, Jean de Brienne est assailli de toutes parts par le Second Empire bulgare et par l'Empire de Nicée, auxquels il résiste lors du siège de Constantinople en 1235. Tout à la fin de sa vie, il entre dans l'ordre franciscain avant de mourir en mars 1237.

## Jeunesse

### Origines familiales

Le royaume de France en 1180.

Au XIIe siècle, le comté de Brienne forme un ensemble plus ou moins homogène au cœur de la Champagne, à l'est de Troyes. Ce territoire centré sur la ville-château du même nom (actuellement Brienne-le-Château), bénéficie d'une situation favorable, du fait de la proximité avec l'ancienne voie romaine de Châlons à Langres, l'une des principales routes commerciales champenoises.
La maison de Brienne, fondée par Engelbert Ier au Xe siècle, gouverne le comté depuis la même époque sans discontinuer. Bien que de moindre importance que d'autres familles de la même région, la maison de Brienne appartient donc de longue date à l'aristocratie champenoise.
Au XIIe siècle, les comtes de Brienne deviennent vassaux des comtes de Champagne, dont ils reconnaissent sans trop de problème la domination dans la région. Malgré cette soumission, les comtes de Brienne conservent une relative indépendance. Ainsi, lorsque Érard II quitte ses terres en même temps que Henri II de Champagne pour participer à la troisième croisade, il le fait sous sa propre bannière, et en cheminant devant son suzerain.
Les rares conflits auxquels prennent part les comtes de Brienne les opposent surtout à des établissements religieux. Dans les années 1080, Gautier Ier de Brienne est par exemple excommunié à la suite d'un conflit l'opposant à l'abbaye de Montier-en-Der. Érard II, quant à lui, s'oppose à plusieurs monastères champenois, ce qui nécessite l'intervention de la papauté.
Ces conflits avec des établissements monastiques n'empêchent pas la maison de Brienne d'acquérir une certaine renommée au cours du XIIe siècle avec ce que Guy Perry qualifie de « tradition de croisade ». Érard Ier participe à la première croisade avant de se rendre en Terre Sainte en 1114, Gautier II participe à la seconde, tandis que le fils de ce dernier, Érard II, participe à la seconde en tant que jeune homme puis à la troisième en tant que seigneur (il trouve d'ailleurs la mort sous les murs de Saint-Jean-d'Acre en 1191).

### Récits d'un ménestrel de Reims
La jeunesse de Jean de Brienne est globalement méconnue, dans la mesure où il n'est que le benjamin de sa famille. Ainsi, il n'est jamais cité dans les actes de son père, contrairement à ses frères. Une source, cependant, permet de connaître partiellement ses premières années : un texte globalement peu fiable écrit à Reims vers 1260,, supposément par un ménestrel, et publié en 1878 par Natalis de Wailly sous le titre de Récits d'un ménestrel de Reims au XIIIe siècle.
Selon ce récit, le père de Jean, le comte Gauthier, souhaite que le garçon devienne clerc, contre la volonté de son fils. Le jeune homme s'enfuit donc pour trouver refuge à l'abbaye de Clairvaux auprès d'un oncle maternel. Là, il est enlevé par des chevaliers, qui, frappés par sa noble allure, entendent en faire l'un des leurs. Après être entré au service du seigneur de Châteauvillain, Jean se distingue lors de tournois. Son père refuse toutefois de lui donner des terres, ce qui lui vaut le sobriquet de « Jean Sans-Terre ». C'est finalement l'écho de ses prouesses chevaleresques qui aurait valu à Jean de Brienne de devenir roi de Jérusalem en 1210 et d'être couronné à Beyrouth.
Les historiens modernes accordent peu de foi à ce récit, entaché de nombreuses erreurs. Le nom du père du personnage principal ainsi que son homonymie avec le véritable Jean sans Terre sont les plus frappantes. De plus, Jean n'avait pas d'oncle maternel à Clairvaux, n'a jamais servi les seigneurs de Châteauvillain et n'a pas été couronné à Beyrouth. Malgré tout, Guy Perry concède que les Récits d'un ménestrel de Reims ne sont pas une totale invention : Jean de Brienne a bien un oncle (paternel cependant) qui est dignitaire ecclésiastique, est effectivement devenu un chevalier renommé dans les tournois champenois et est véritablement très proche des seigneurs de Châteauvillain. La jeunesse de Jean de Brienne peut donc être en partie extrapolée à partir de cette source.

### Naissance et formation culturelle
La naissance de Jean de Brienne a parfois été placée en 1148, mais James Michael Buckley a toutefois démontré en 1957 qu'une telle datation était impossible, à cause de tous les problèmes qu'elle soulevait,. Cette erreur repose sur le témoignage de Georges Acropolite, un historien byzantin qui rencontre Jean de Brienne à la cour de Constantinople en 1231 et le décrit comme âgé « d'environ 80 ans, voire plus »,. George Acropolite n'a cependant que 14 ans lorsqu'il voit Jean de Brienne, d'où son erreur de presque une génération qu'il est d'ailleurs le seul à commettre parmi ses contemporains. En se basant sur les travaux de James Buckley, les historiens actuels, Guy Perry en tête, placent plutôt la naissance de Jean de Brienne aux alentours de 1170-1175,, étant donné la date du mariage de ses parents (1166) et les dates de naissances de ses frères aînés (estimées aux alentours de la fin des années 1160,).
Jean de Brienne est donc le dernier fils du comte Érard II et d'Agnès de Montfaucon.,. Il a trois frères aînés : Gautier, Guillaume et André, ainsi qu'une sœur cadette, Ida. Comme c'est couramment le cas dans les familles nobles de l'époque, Érard II destine son dernier fils à une carrière ecclésiastique et l'envoie dans un monastère. Même si son parcours n'est pas connu, Jean n'y reste pas assez longtemps pour prononcer ses vœux, et, au plus tard au milieu des années 1190, il est de retour à la cour de Brienne, peut-être à la faveur de la mort son père, survenue en 1191 en Terre sainte au cours de la troisième croisade. Le comté de Brienne passe à cette occasion à Gautier III. Jean est mentionné pour la première fois dans une charte de 1192 (ou 1194) émise par son frère, ce qui semble indiquer qu'il est alors présent à sa cour,.
De son passage dans un monastère, Jean de Brienne garde au cours de sa vie un certain goût pour la poésie, qui est alors un passe-temps en vogue dans la noblesse champenoise, comme le montre l'exemple du comte de Champagne Thibaut IV, surnommé « le Chansonnier ». Quelques chansons en français écrites par Jean sont éditées au XIXe siècle ainsi qu'un poème en italien écrit vers 1220 et intitulé Donna, audite como, qui est à la fois une preuve de sa maîtrise de cette langue et l'un des premiers exemples de littérature en italien, avec le Cantique des créatures, de François d'Assise.

### Premières expériences guerrières
Lorsqu'il commence à apparaître dans les actes de son frère, Jean de Brienne n'a rien du noble déshérité décrit dans les Récits d'un ménestrel de Reims. En tant que frère du comte de Brienne, il fait partie de la haute aristocratie champenoise et est lui-même le seigneur de plusieurs terres : Trannes, Jessains, Onjon, Pel et Der. C'est également à cette époque que Jean affirme ses compétences martiales, notamment au travers de tournois dans lesquels il se fait remarquer. Il semble d'ailleurs bénéficier de prédispositions naturelles à la chevalerie, puisque lorsqu'ils le verront plus tard dans sa vie, les chroniqueurs Salimbene de Adam et Georges Acropolite seront frappés par sa grande taille et sa force, deux caractéristiques qui font que Jean de Brienne était décrit comme beau.
Le véritable baptême du feu de Jean intervint en 1196 contre Pierre II de Courtenay, cousin des rois de France, comte de Nevers, d'Auxerre et de Tonnerre. À court d'argent, ce turbulent seigneur avait entrepris de piller ses vassaux pour se renflouer. Guillaume de Brienne, frère de Gautier III et seigneur de Pacy-sur-Armançon, dont les terres relèvent de la suzeraineté de Courtenay, refuse de le laisser faire et entre en rébellion. Le comte de Brienne lève une armée pour aller aider Guillaume, et Jean prend part à la campagne. La fratrie ravage la vallée de la Cure, assiège sans succès Vézelay puis brûle une poignée de villages avoisinants, ce qui pousse Pierre II de Courtenay à renoncer à ses ambitions.

## Régent de Brienne

### Régence deGautierIII

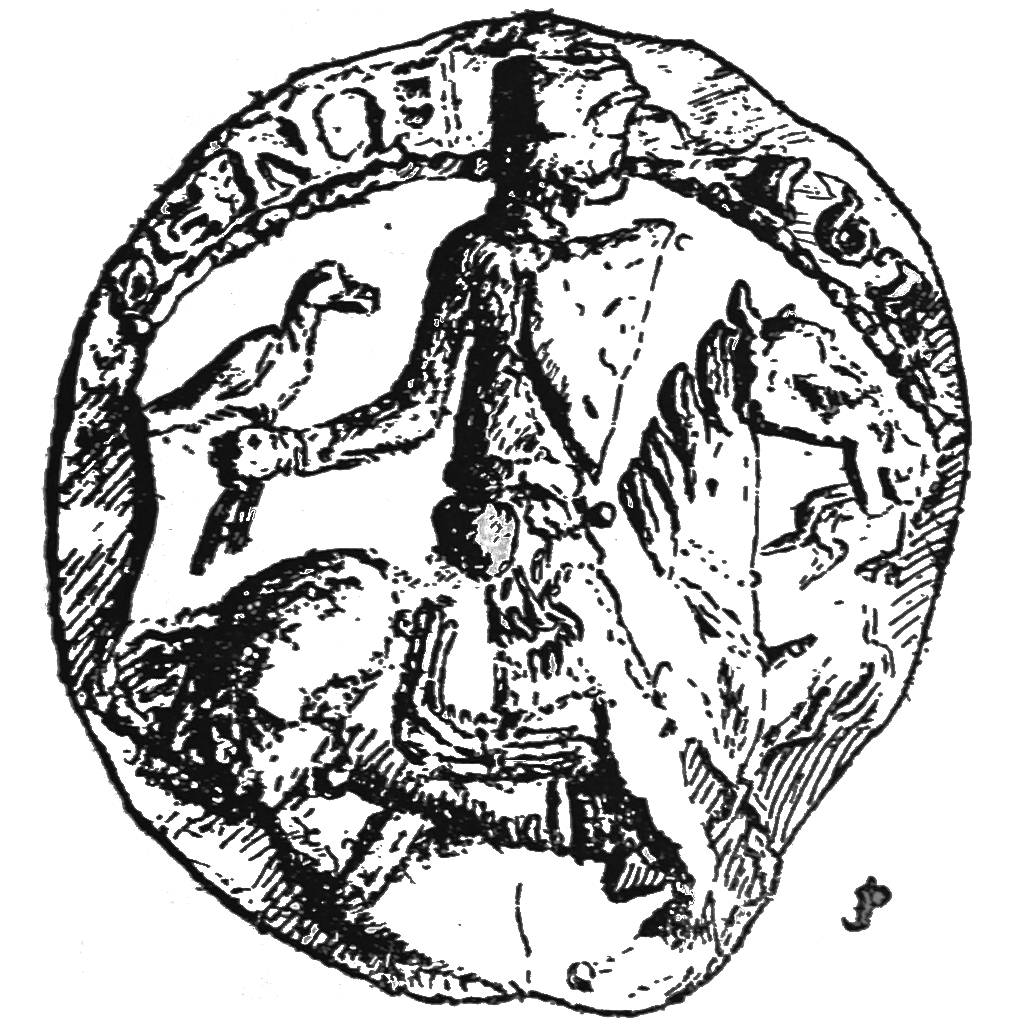
Sceau de Gautier III, comte de Brienne.

Jean de Brienne émerge réellement sur la scène politique tout au début du XIIIe siècle, lorsque son frère délaisse le comté de Brienne pour porter plus loin ses ambitions. En effet, Gautier épouse en 1200 Elvire de Lecce, fille du roi Tancrède de Sicile et de Sibylle d'Acerra. Cette dernière vient alors de s'échapper de Sicile, conquise par l'empereur Henri VI  en 1194 à la suite de la mort de Tancrède. Sibylle d'Acerra trouve le soutien de Philippe-Auguste, qui offre son appui à qui voudra aider Sibylle et sa fille Elvire. C'est finalement Gautier III qui épouse en mars 1200 Elvire de Lecce et hérite donc de ses prétentions sur le royaume de Sicile. Dans la foulée, Gautier quitte la Champagne pour Rome, et laisse l'administration du comté de Brienne à son frère Jean. Gautier ne revient sur ses terres que brièvement à l'été 1200 avant de repartir combattre en Italie, où il va mourir en 1205, après avoir été capturé par Diépold d'Acerra.
Peu de choses sont connues sur l'activité de Jean de Brienne entre 1201 et 1205. En 1201, il reçoit de la part de Thibaut III de Champagne des terres dans les environs de Mâcon et Longsols, qui deviennent par la suite des enjeux de litiges avec la régente de Champagne, Blanche de Navarre, qui estime que ces domaines relevaient de son douaire et étaient donc inaliénables. Le conflit est réglé par une charte qui stipule que Blanche verse 800 livres à Jean pour reprendre possession des terres. À cette occasion, plusieurs nobles champenois comme Gaucher de Joigny et Simon de Joinville se portent garants de Jean. Plus tard, ce dernier sera à son tour garant pour un seigneur de Broyes, ce qui atteste son appartenance à l'élite aristocratique champenoise.

### Comte-régent de Brienne
La mort de Gautier III en 1205 permet à Jean d'exploiter la situation ambigüe dans laquelle il se trouve, puisqu'il devient à ce moment le dernier survivant de sa fratrie et l'aîné de la maison de Brienne. Gautier III laisse cependant derrière lui un fils posthume, également nommé Gautier, qui est donc en théorie à la fois héritier du comté de Brienne par son père et du royaume de Sicile par sa mère. Mais la mort de son mari prive Elvire de Lecce de l'appui nécessaire pour faire valoir ses prétentions siciliennes, aussi se remarie t-elle assez rapidement à Giacomo di Sanseverino, comte de Tricario (it) pour pouvoir continuer son activité en Italie,. Le futur Gautier IV restant auprès de sa mère, Jean reste quant à lui à la tête du comté de Brienne pour en assurer la régence. En apparence, rien ne change pour lui avec la mort de son frère. Cependant, sans que cela ne semble causer de problèmes, il accapare le titre de comte de Brienne et s'intitule comme tel dans les chartes qu'il émet. Cette pratique, qui aurait été qualifiée d'usurpation dans d'autres régions du royaume de France, n'était pas inédite dans le comté de Champagne.

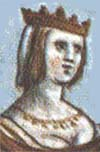
Représentation de Blanche de Navarre dans le Liber Genealogiae Regum Hispaniae d'Alphonse de Carthagène, XVe siècle.

L'une des premières actions de Jean en tant que comte est de couper ses relations avec Elvire de Lecce et son fils pour se recentrer exclusivement sur le comté de Brienne, alors qu'il avait soutenu (financièrement notamment) les actions de son frère. Guy Perry voit là l'une des premières preuves de la prudence qui caractérisera la politique de Jean de Brienne lorsqu'il deviendra roi de Jérusalem. Une fois libéré des troubles siciliens, Jean peut se concentrer sur les troubles champenois. En effet, la succession du jeune Thibaut IV suscite à ce moment des tensions dans le comté : l'enfant descend d'une branche cadette de la maison des comtes de Champagne par son père Thibaut III, tandis que les deux filles d'Henri II présentent l'avantage de descendre de la branche aînée, même si elles sont en Terre sainte, et pas en Champagne. La régente, Blanche de Navarre, trouve alors en Jean de Brienne un appui de poids dans la consolidation de son contrôle sur le comté, tandis qu'elle confirme le comte-régent dans sa fonction.
Dès 1206, Jean est à la cour de la régente, et en 1209, il est présent lorsque le roi de France accorde un sursis à la Champagne en déclarant qu'il est de coutume en France que l'héritage paternel d'une personne ne puisse être contesté avant qu'elle n'ait atteint l'âge de la majorité. En outre, à peu près à la même époque, Jean et le comte Guillaume de Joigny assistent à la prestation d'un serment de loyauté envers Blanche de la part d'un troisième comte, Guillaume de Sancerre.
En dehors de leur solidarité réciproque pour se maintenir dans leurs titres respectifs, la proximité entre Jean de Brienne et Blanche de Navarre a été l'objet de questions chez les historiens. Dès le Moyen Âge, une continuation de la chronique d'Ernoul tente d'expliquer le départ de Jean pour la Terre sainte par l'inimitié du roi de France : ce dernier aimerait Blanche, tandis qu'elle aimerait Jean,. Guy Perry accorde peu de crédit à cette idée, d'autant plus que Jean n'apparaît pas souvent dans les chartes de la régente de Champagne, dont il n'est probablement pas l'un des plus proches soutiens.

## Roi de Jérusalem

### Accession au trône

Les États latins d'Orient en 1196-1205.

Le véritable tournant de la vie de Jean de Brienne intervient en 1210 lorsqu'il est couronné roi de Jérusalem, au terme d'un processus mal connu,.
Le royaume de Jérusalem est alors une mince bande côtière, dominée par les ports jumeaux d'Acre et de Tyr, mais sans la ville sainte elle-même, reprise par Saladin en 1187. Après l'assassinat de Conrad de Montferrat en 1192, le royaume passe entre les mains de Henri II de Champagne et d'Aimery II de Lusignan au gré des mariages successifs de la reine titulaire, Isabelle de Jérusalem. Cependant, la mort de cette dernière et de son mari en 1205 place sur le trône sa fille, Marie de Montferrat, alors âgée de seulement 13 ans. La régence est assurée par Jean d'Ibelin. Un premier projet de mariage est prévu pour le 1er novembre 1207 entre Marie et Pierre II d'Aragon, qui est censé pouvoir apporter l'aide militaire dont le royaume a besoin. L'implication du pape Innocent III ralentit toutefois tellement le processus que le roi d'Aragon abandonne le projet.
Après ce premier échec, la désignation de Jean de Brienne pour épouser Marie de Monteferrat est le résultat de calculs politiques de la part de Blanche de Navarre. C'est en effet dans le royaume de Jérusalem que vivent les deux filles de l'ancien comte de Champagne Henri II, qui présentent toujours un risque pour la succession du fils de Blanche, Thibaut. La régente de Champagne noue donc un réseau de fidélité en Orient latin tout au long des années 1200 en essayant d'organiser le mariage des deux jeunes filles à des figures croisées, afin de les détourner de leurs prétentions champenoises. De plus, Jean bénéficie au Levant de la fidélité de son oncle, Gautier de Montbéliard, qui est alors connétable du royaume après avoir servi dans les campagnes militaires de Gautier III de Brienne en Italie et été régent du royaume de Chypre.
À la recherche d'un roi et influencés par le réseau de Blanche de Navarre et la présence de Gautier de Montbéliard, les barons du royaume entament au début de l'année 1208 de longues négociations avec le comte-régent de Brienne, qui reçoit l'appui du roi de France Philippe-Auguste (voyant peut-être là un moyen de se débarrasser d'un seigneur qu'il n'apprécie pas) et du pape Innocent III. Ils offrent en plus 40 000 livres chacun à Jean pour financer son projet. Cet argent est un atout certain, mais Jean peine à mobiliser des troupes pour sa cause en raison de la croisade des Albigeois, qui accapare beaucoup d'hommes. C'est finalement avec 300 chevaliers qu'il embarque à destination de la Terre sainte à l'été 1210. Le mariage entre Jean, la quarantaine, et Marie de Montferrat, âgée alors de 18 ans, est célébré le 14 septembre 1210 et le couple est couronné le 3 octobre dans la cathédrale de Tyr.

### Difficile début de règne

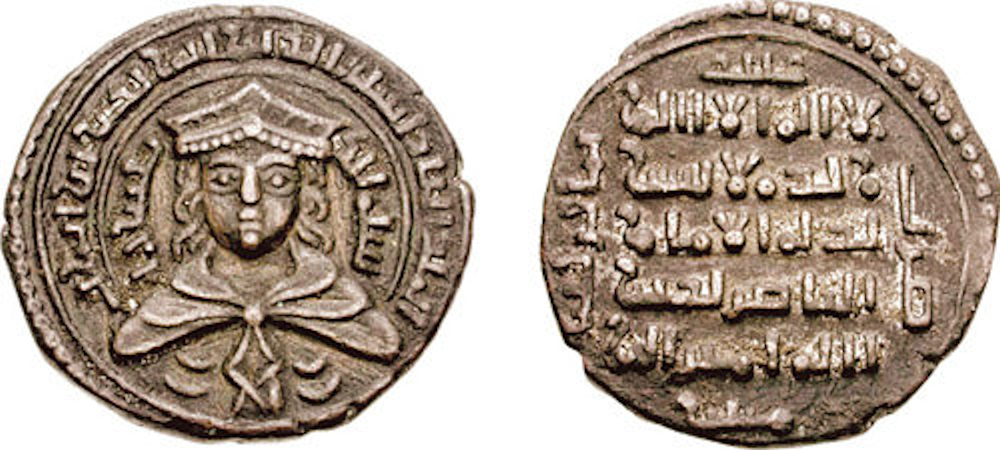
Monnaie émise par Al-Adel, alors gouverneur de Mésopotamie, en 1194 ou 1195.

Les espoirs que suscitent l'accession au trône de Jean de Brienne sont nombreux. Depuis la perte de Jérusalem en 1187, le royaume est dépouillé de sa raison d'être originelle. La troisième croisade (1189-1192) n'a permis que la reconquête d'une fine bande côtière dominée par Acre et Tyr, tandis que l'arrière-pays et Jérusalem restent aux mains du sultan de Damas Al-Adel, frère et successeur de Saladin. L'arrivée de Jean coïncide d'ailleurs avec l'expiration d'une trêve conclue entre Al-Adel et Aimery II de Lusignan en 1204. En juillet 1210, alors que le sultan propose le renouvellement de cette trêve, le Grand Maître du Temple, Philippe du Plaissis, use de son influence pour le faire rejeter en prétextant que le futur roi de Jérusalem ne doit avoir les mains liées par aucune trêve,. L'arrivée d'un roi soutenu par le pape, le roi de France et la régente de Champagne engendre donc une forte attente dans l'Orient latin.
Dès son couronnement, Jean de Brienne mène une politique active qui lui vaut une certaine popularité. Il sait se concilier les ordres militaires et conclut une nouvelle trêve de cinq ans avec Al-Adil prenant effet en juillet 1212. Parallèlement, il échange avec la papauté pour demander une nouvelle croisade au terme de cette trêve et autorise certains de ses vassaux à participer à une expédition vers Damiette avec les Templiers. Cependant, à peine deux ans après son mariage, Marie de Montferrat meurt peu de temps après avoir donné naissance à une fille prénommée Isabelle. Cela déclenche un conflit juridique lorsque Jean d'Ibelin (qui administrait Jérusalem avant le couronnement de Jean) met en doute le droit du veuf à régner,. Jean envoie Raoul de Mérencourt, évêque de Sion, à Rome pour obtenir l'aide du Saint-Siège. Le pape Innocent le confirme comme souverain légitime au début de l'année 1213 et exhorte les prélats à le soutenir, usant si nécessaire de sanctions pour faire respecter la volonté papale. La plupart des seigneurs de Jérusalem restent fidèles au roi en reconnaissant son droit d'administrer le royaume au nom de sa fille en bas âge. Jean d'Ibelin finit par quitter la Terre Sainte pour s'installer à Chypre.. En avril 1214, Jean se remarie avec Stéphanie d'Arménie, par qui il obtient des revendications sur le royaume arménien de Cilicie. Jean sait cependant que ses jours sur le trône de Jérusalem sont comptés : la mort de Marie de Montferrat a mis un terme définitif à son ambition de fonder une dynastie de roi de Jérusalem, et il perdra le pouvoir lorsque sa fille atteindra sa majorité.
Malgré les relatifs succès de son début de règne et l'affermissement de sa position, Jean de Brienne est confronté à de nombreuses difficultés dans son nouveau royaume. Ce dernier est d'abord frappé dans les années 1210 par une série de mauvaises récoltes qui plombent son économie, déjà fragilisée par l'emprise presque hégémonique des marchands vénitiens à Acre et à Tyr. De plus, la popularité du nouveau roi s'érode rapidement, au fur et à mesure de la mort de ses premiers conseillers, comme Gautier de Montbéliard, mort en 1212, mais aussi lorsque l'espoir d'une croisade menée rapidement pour reprendre les terres perdues en 1187 disparaît avec la trêve conclue avec Al-Adel,. La tentative de Jean d'Ibelin pour déchoir Jean de son trône illustre cette baisse de popularité.
La mise en route de la cinquième croisade en juillet 1217 vient finalement faire oublier la plupart de ces difficultés.

### Cinquième croisade
Lancée officiellement en avril 1213 par le pape Innocent III, la cinquième croisade ne s'élance réellement qu'après de longues tergiversations en raison des difficultés internes rencontrées par les différents souverains de l'Occident chrétien. Les croisés n'arrivent en Terre sainte qu'à l'automne 1217, après de nombreuses difficultés logistiques dans les ports d'Italie et de Dalmatie. Les principaux souverains qui gagnent le royaume de Jean de Brienne sont le roi André II de Hongrie et le duc Léopold VI d'Autriche ainsi qu'Hugues de Chypre (avec qui Jean de Brienne est en très mauvais termes depuis des années) et Bohémond IV d'Antioche. À eux cinq, les souverains ne réunissent qu'une fraction de leurs troupes de départ, puisque le manque de navires a laissé en Europe une partie des armées croisées. Malgré tout, les chrétiens disposent d'une force jamais vue en Terre sainte depuis la troisième croisade. La question de la conduite de cette armée hétéroclite reste cependant en suspens, puisque chaque armée entend être commandée par son suzerain, tandis que Jean de Brienne se considère comme le meneur naturel de cette croisade engagée pour la reconquête de son royaume, et que les ordres militaires entendent obéir avant tout à leurs chefs. L'expérience des troupes du royaume de Jérusalem sur leurs propres terres, ainsi que les capacités de leur roi conduisent toutefois Jean de Brienne à être la figure dominante des croisés. Cependant, la désorganisation liée au manque de ravitaillement en raison des mauvaises récoltes et le caractère hétéroclite des armées présentes rendent ce contrôle tout relatif.
| - André II de Hongrie. - Léopold VI d'Autriche. - Innocent III. |

L'objectif de la cinquième croisade était clair : reconquérir le territoire perdu par le royaume de Jérusalem, surtout la ville sainte elle-même. Cependant, le moyen de remplir cet objectif est un point de discorde majeur. Le Concile de Latran IV avait entériné l'idée de conquérir l’Égypte pour ensuite monnayer ces conquêtes contre la restitution des terres du royaume de Jérusalem, mais les nécessités matérielles de l'armée obligent les croisés à revoir ces plans. Leur premier objectif est alors de trouver de quoi nourrir leurs troupes.

#### Opérations en Terre sainte
Le 3 novembre 1217, les croisés partent d'Acre et remontent la plaine d'Esdraelon. Al-Adel, surpris par l'offensive soudaine des chrétiens, se retire à Ajlun, prêt à intercepter toute attaque sur Damas et laisse à son fils Malik al-Mu'azzam Musa le soin de défendre Jérusalem. Les chrétiens prennent ainsi rapidement Beït Shéan, qu'ils saccagent. Après cette première prise, les croisés peuvent se déplacer librement, sans crainte d'être inquiétés par Al-Adel. Ils en profitent pour se rendre à Capharnaüm et se baigner dans le Jourdain tout en cherchant des reliques à ramener en Occident,.

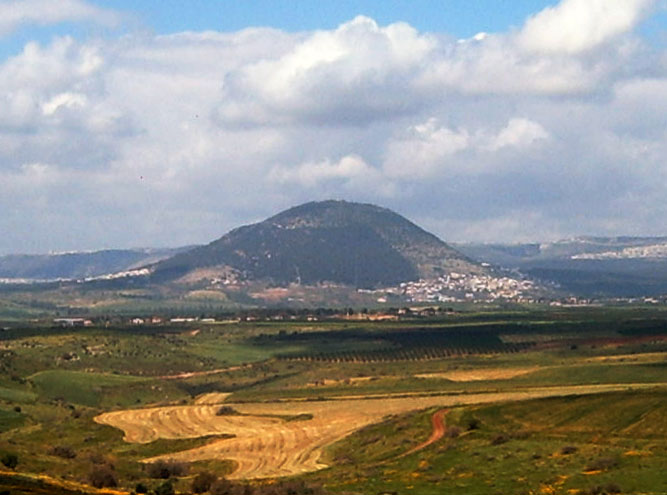
Vue sur la vallée de Jezreel et le mont Thabor.

Jean de Brienne est cependant déçu de ces opérations limitées, et cherche à recentrer la croisade sur son objectif initial, qui avait aussi été son casus belli, à savoir la prise du mont Thabor, dont la fortification par les musulmans avait été le prétexte à l'appel de la croisade par Innocent III. Les problèmes de commandement de la croisade éclatent au grand jour lorsque André II de Hongrie et Hugues de Chypre refusent de le suivre dans son entreprise. Jean n'attend pas les ordres militaires et lance une attaque infructueuse sur le fort le 3 décembre. Deux jours plus tard et avec l'aide des ordres militaires, une nouvelle attaque est lancée sans plus de succès, ce qui contraint les croisés à se retirer à Acre,. Olivier de Paderborn, clerc très au fait des techniques de sièges loue les tactiques employées par Jean de Brienne mais regrette son abandon rapide de l'attaque, que Jacques de Vitry attribue à un manque de machines à même de prendre la forteresse.
Le début de l'année 1218 voit deux figures majeures de la croisade quitter les opérations, lorsque Hugues de Chypre meurt le 10 janvier en laissant son royaume à un enfant de 8 mois et qu'André II de Hongrie rentre dans son royaume avec ses reliques, considérant avoir rempli son serment. Jean de Brienne ne dispose alors plus que de l'appui des ordres militaires et de Léopold VI d'Autriche, en proie à des difficultés financières. Cependant, des croisés frisons et français retenus en Europe par le manque de navires commencent à arriver en avril 1218. Dans l'intervalle, Jean fait fortifier Césarée et édifier Château Pèlerin, l'une des plus grandes forteresses templières en Terre sainte, tandis qu'Al-Adel fait démanteler la forteresse du mont Thabor, jugée trop vulnérable et difficile à tenir.
Avec l'arrivée de renforts, les objectifs de la croisade sont redéfinis par un conseil convoqué par Jean : comme le préconisait le concile de Latran en 1215, les croisés vont tenter de s'emparer du delta du Nil, en espérant échanger un port comme Damiette ou Alexandrie contre Jérusalem. Les objectifs sont multiples : priver les Ayyoubides de leur province la plus riche, les empêcher de déployer des flottes en Méditerranée orientale et rendre Jérusalem indéfendable en la plaçant à la merci d'une prise en tenaille entre Acre et l’Égypte. Contrairement aux débuts de la croisade, la question du commandement ne se pose plus, puisque Jean de Brienne est le seul roi présent. Cependant, il ne dirige que les aspects militaires, laissant les aspects politiques et financiers au légat pontifical Pélage Galvani, ce qui va amener de nombreux conflits entre les deux hommes.

#### Siège de Damiette

Le delta oriental du Nil.

Le 24 mai 1218, l'armée croisée s'embarque à destination de l’Égypte, tenue en vice-royauté par Al-Kâmil, fils d'Al-Adel. Une avant-garde sous le commandement de Simon III de Sarrebruck (en) prend pied devant Damiette le 29, bientôt rejointe par le reste de l'armée menée par Jean de Brienne. En réponse, Al-Adel lève une armée en Syrie, tandis que le vice-roi d’Égypte dispose ses troupes dans un camp fortifié, au sud de Damiette. La ville est importante d'un point de vue stratégique car, depuis une tour située sur une petite île, il est possible de bloquer le seul bras navigable du Nil avec une lourde chaîne. Le premier assaut sur la tour, tenté en juin, se solde par un échec. C'est après cette première tentative qu'Olivier de Paderborn invente un engin de siège prenant la forme d'une tour construite sur deux bateaux arrimés l'un à l'autre, recouverts de cuir et équipés d'échelles. Le 24 août, les croisés lancent l'assaut sur la tour. Après une journée de combats acharnés, elle tombe aux mains des assaillants, qui brisent la chaîne et érigent un pont de navires pour atteindre les remparts de la ville elle-même.
La prise de la tour de Damiette coïncide avec d'importants changements politiques chez les Ayyoubides. En effet, le 31 août 1218, Al-Adel meurt à 73 ans, et son sultanat est partagé entre ses fils Al-Muazzam (qui garde la Syrie) et Al-Kâmil (qui conserve l’Égypte sur laquelle il règne déjà). Les croisés ne saisissent cependant pas l'opportunité fournie par ces changements pour attaquer Damiette et la prendre rapidement, puisqu'ils préfèrent attendre des renforts avant de lancer leur assaut sur les remparts. Ces troupes fraîches attendues sous les murs de Damiette sont assez hétéroclites : une forte armée levée par le pape Honorius III, ainsi que des croisés français et anglais menés par Hervé IV de Donzy et Hugues IX de Lusignan.

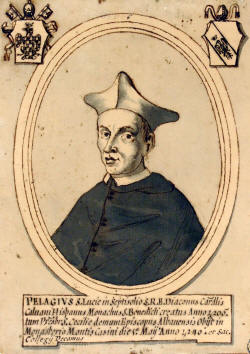
Pélage Galvani.

La troupe pontificale, commandée par le légat Pélage Galvani, n'arrive devant Damiette qu'à la mi-septembre. Pélage est un diplomate expérimenté mais manquant pourtant totalement de tact. Il avait notamment déjà été envoyé en mission dans l'Empire latin de Constantinople pour améliorer les relations avec l'Église grecque, mais elles en étaient ressorties encore plus tendues. Pour ce clerc intransigeant, il va de soi que le légat apostolique a autorité sur la croisade, ce qui provoque dès son arrivée des tensions avec Jean de Brienne, qui avait été unanimement accepté comme commandant.
C'est dans ce contexte de dissension entre les croisés qu'Al-Kâmil attaque leur camp en octobre, mais est repoussé, principalement grâce à l'action du roi de Jérusalem,. Plusieurs autres assauts sont tentés par les musulmans au cours du mois d'octobre, avant que l'arrivée des troupes françaises et anglaises menées par Hervé de Donzy et Hugues de Lusignan ne les fassent cesser. Les croisés, une fois libérés de cette menace, ne peuvent cependant toujours pas tenter d'assaut sur Damiette en raison d'une inondation de leur camp le 29 novembre, puis d'une épidémie qui tue 1/6e des soldats. Les deux camps sont finalement paralysés par un hiver inhabituellement froid, qui suspend totalement les opérations jusqu'en février 1219.
Alors que le siège dure depuis presque un an, la situation se débloque finalement en février. Mécontenté par la stratégie uniquement défensive de son sultan, Imad al-Dîn ibn Meshtub, émir de Naplouse, projette de tuer Al-Kâmil pour le remplacer par l'un de ses frères. Ne se sentant plus en sécurité au sein de l’armée, Al-Kamil abandonne son camp dans la nuit du 4 au 5 février 1219. Privées de leur commandant, les troupes se dispersent et laissent le champ libre aux croisés, qui peuvent dès lors isoler complètement Damiette. Avec l'aide d'Al-Muazzam, Al-Kâmil écrase rapidement la conjuration, mais Damiette est irrémédiablement perdue pour lui, car la situation de la ville, entourée de canaux, de lagunes et de rivières, empêche de déloger les croisés de leurs positions. Malgré tout, le sultan d'Égypte lance fréquemment des assauts pour occuper les troupes chrétiennes et les empêcher d'attaquer la ville en elle-même. Alors que le siège de Damiette entre dans sa deuxième année, la situation est donc dans une impasse.

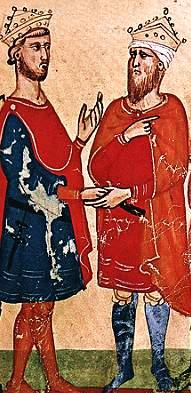
Al-Kâmil (à gauche), représenté ici avec Frédéric II (empereur du Saint-Empire) dans une miniature tirée d'un manuscrit de la Nova Cronica de Giovani Villani.

Tandis qu'en Terre sainte, Al-Muazzam prépare en mars la cession de Jérusalem aux croisés en abattant ses murs et en démantelant des forteresses avoisinantes, en Égypte, Al-Kâmil accentue la pression sur les croisés en les harcelant par derrière à chaque tentative d'assaut. Devant les échecs réguliers et meurtriers de leurs assauts, qui ont alors coûté la vie à un certain nombre de nobles, le moral des assiégeants de Damiette décline rapidement pendant l'été, d'autant plus que Jean de Brienne et le légat Pélage se déchirent sur la stratégie à adopter, l'un préférant continuer le siège, l'autre voulant attaquer le camp du sultan. C'est finalement la deuxième option qui est mise en œuvre, sans aucun ordre, lorsque des soldats se lancent à l'attaque du camp musulman le 29 août. Malgré les tentatives de Pélage pour contrôler cet assaut désordonné, les croisés sont violemment repoussés par une contre-attaque, et leur camp n'est sauvé que par l'intervention de Jean de Brienne à la tête des nobles anglais et des ordres militaires. Devant ce spectacle, François d'Assise, venu en Orient en espérant y apporter la paix par la négociation, réussit difficilement à obtenir de Pélage l'autorisation d'aller parlementer avec le sultan d'Égypte,.
Al-Kâmil est de toute manière prêt à négocier avec les croisés : l’Égypte est menacée par la famine, et des troubles politiques pressants agitent le monde musulman. Fin septembre, une trêve est conclue entre les musulmans et les chrétiens, mais ces derniers refusent d'envisager la signature d'une paix, ce qui déclenche un nouveau conflit entre Jean de Brienne et Pélage Galvani. Tandis que le roi de Jérusalem est favorable à une paix dans laquelle Al-Kâmil céderait à toutes les exigences des croisés en Terre sainte, Pélage s'y oppose en arguant que le sultan veut conserver deux forteresses en Transjordanie, ce qui aurait pour effet de rendre la ville sainte indéfendable sur le long terme. C'est finalement l'avis du légat qui est suivi par la majorité des chefs croisés.
Enfin, le 5 novembre 1219, à la faveur du manque de défenseurs causé par les maladies, les croisés réussissent à prendre pied sur les murs de Damiette. La ville tombe alors sans opposition de la part de la garnison, qui se révèle presque anéantie par les maladies.

#### Fin de la croisade
Le conflit latent entre Jean de Brienne et Pélage éclate véritablement une fois Damiette prise. Tandis que le légat pontifical entend gouverner au nom du pape les terres conquises, le roi de Jérusalem veut affirmer son autorité sur la croisade en gardant Damiette pour lui. C'est finalement ce dernier qui l'emporte, en menaçant Pélage de se retirer de la croisade.
Jean de Brienne la quitte cependant au printemps 1220 pour des raisons mal connues. Il pourrait s'agir d'appuyer en Arménie les revendications de sa femme Stéphanie d'Arménie, sans succès puisque cette dernière meurt peu de temps après son départ,,. L'hypothèse la plus probable pour expliquer ce départ est que Jean fut rappelé dans son royaume pour contrer des attaques ayyoubides,. Après avoir repoussé les musulmans, Jean repose ses troupes à Acre pendant 6 mois. Il reçoit durant cette période la visite de son neveu, Gautier IV de Brienne, auquel il rend la pleine possession des terres qu'il détient encore officiellement en Champagne.
Jean est rappelé de son royaume par Pélage le 6 juillet 1221 à la suite de l'arrivée du duc Louis de Bavière, le plus haut responsable impérial que Frédéric II ait jamais envoyé en Orient. Renforcé par l'arrivée des troupes impériales, Pélage refuse une nouvelle offre de paix d'Al-Kâmil et élabore une offensive censée culminer avec l'arrivée de l'empereur en personne pour marcher sur le Caire. Jean, une nouvelle fois, s'oppose au légat, mais n'est plus écouté. Les troupes musulmanes reculent devant la force de l'ost croisé, qui compte jusqu'à 49 000 combattants d'après les contemporains. Poussé par ces signes qu'il pense prometteurs, Pélage s'enfonce toujours plus profondément le long du Nil, et s'aperçoit trop tard que les musulmans l'ont encerclé. À la mi-août, les croisés sont pris au piège, autant par leurs ennemis que par les crues du Nil. Une retraite chaotique s'organise, lors de laquelle Jean de Brienne se distingue une nouvelle fois en repoussant des assauts de cavalerie. Le 28 août 1221, Pélage est contraint de négocier avec Al-Kâmil. Discrédité par l'échec de son offensive, le légat envoie son rival de longue date, Jean de Brienne, pour mener les discussions. Le sultan, qui sait qu'il tient l'essentiel des croisés à sa merci, leur offre une paix surprenamment généreuse. Les chrétiens doivent abandonner Damiette et observer une trêve de huit ans, qui doit être confirmée par l'empereur. Un échange de tous les prisonniers sera effectué de part et d'autre. Le sultan, pour sa part, rendra la Vraie Croix. Jusqu'à la reddition de Damiette, la croisade doit remettre ses chefs (Pélage, le roi Jean, le duc de Bavière, les maîtres des ordres et dix-huit autres personnages, comtes et évêques) comme otages. Il envoie en échange un de ses fils, un de ses frères et plusieurs jeunes émirs.
Le 8 septembre, le gros des troupes croisées quitte l’Égypte et Al-Kâmil rentre dans Damiette. La cinquième croisade est officiellement terminée.

### Tournée européenne et fin de règne
Dans le désastre de la fin de la cinquième croisade, Jean de Brienne prend une décision jusqu'ici inédite pour un roi de Jérusalem : celle de se rendre lui-même en Occident pour solliciter l'appui des grands souverains européens,. En plus de cet appui, Jean entend aussi chercher en Europe un mari pour sa fille Isabelle, alors âgée d'une dizaine d'années, mais également régler les troubles causés par son cousin, Érard de Brienne-Ramerupt. Ce dernier avait en effet déclenché la guerre de succession de Champagne contre Blanche de Navarre en revendiquant le comté au nom de sa femme en 1216 avant d'être battu et de renoncer à ses prétentions en 1221.
Un an après la fin de la croisade, à la fin de l'année 1222, Jean prend donc la mer en compagnie de son rival, Pélage Galvani, en confiant la régence de son royaume à Eudes de Montbéliard. La première destination de sa tournée est l'Italie. Jean débarque à Brindisi à la fin du mois d'octobre et se rend directement à Rome pour réclamer au pape que tous les territoires conquis lors d'une éventuelle future croisade soient donnés à son royaume. Malgré l'opposition de Pélage, Honorius III et l'empereur Frédéric II acceptent cette demande. Jean se rend ensuite en France pour y rencontrer Philippe-Auguste, peu de temps avant la mort de ce dernier,. À la suite de cette visite en France, Jean traverse la Manche pour effectuer la première et dernière visite d'un roi de Jérusalem en Angleterre. Il se rend ensuite en Espagne, pour y épouser Bérengère, la sœur de Ferdinand III de Castille, qui est aussi la nièce de Blanche de Castille, alors reine de France. Pendant ce temps, le pape et le grand maître de l'ordre teutonique, Hermann von Salza, élaborent un plan pour contraindre Frédéric II à respecter ses vœux de croisade.

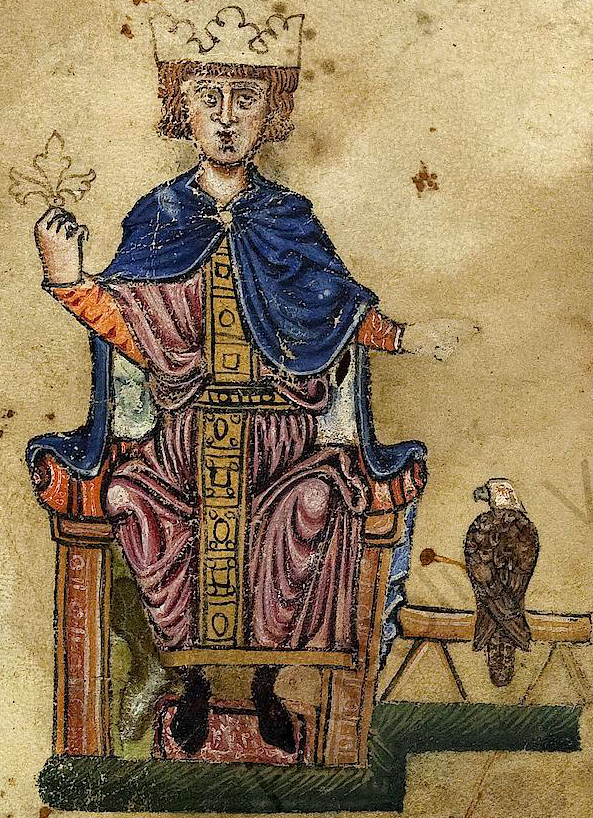
Frédéric II et son faucon représentés dans son livre De arte venandi cum avibus (De l'art de chasser au moyen des oiseaux).

En effet, l'empereur avait promis lors de son couronnement à Aix-la-Chapelle le 25 juillet 1215, de partir en croisade. En cela, il reprenait le vœu formulé par son grand-père Frédéric Barberousse, qui était effectivement parti en Orient. Cependant, Frédéric retarde indéfiniment ce projet devant la résistance des communes lombardes révoltées dans les années 1220. La mort de sa première épouse, Constance d'Aragon, en 1221, fournit au pape un moyen de le contraindre à respecter ses vœux, tout en l'éloignant des États pontificaux, pour lesquels il est une menace. Le souverain pontife propose donc à Jean de Brienne que Frédéric épouse sa fille. Jean n'accepte qu'après avoir obtenu des garanties orales pour son titre de régent,. Les négociations en vue du mariage sont quasiment terminées lorsque Jean est en France, mais la cérémonie n'intervient qu'en novembre 1225, après un premier mariage par procuration entre la jeune Isabelle, alors âgée de 14 ans, et un représentant de l'empereur. Le 9 novembre 1225, le mariage est réellement célébré à Brindisi. Cependant, une rupture brutale ne tarde pas à survenir entre l'empereur et le régent de Jérusalem lorsque le premier refuse de tenir ses engagements vis-à-vis du second. Frédéric dénonce notamment l'arrangement selon lequel Jean devait conserver le titre de roi jusqu'à sa mort. Dans la foulée, Jean est lâché par les barons Jérusalemites venus en Italie avec leur reine, qui préfèrent les espoirs suscités par un soutien impérial. Frédéric bénéficie également d'un statut plus fermement établi, en étant le mari de la reine, là où Jean occupe une fonction assez inédite.
Dépossédé de son royaume en quelques jours, Jean se rend à la cour d'Honorius III. Le pape l'assure de son soutien, mais n'a aucun moyen de s'opposer à l'empereur. Pour lui aussi, la volte-face de Frédéric est un affront, puisque les négociations du mariage avaient été menées à son initiative. Cependant, la seule façon pour le pape d'exprimer son opposition à l'action de Frédéric est de refuser de s'adresser à lui en tant que roi de Jérusalem.

## Années italiennes

### Au service du pape
Devant l'incapacité du pape à lui apporter un quelconque soutien, Jean se met en quête d'alliés plus puissants. Il tente notamment d'agiter les villes du nord de l'Italie, traditionnellement rebelles à l'autorité impériale et engagées depuis 1226 dans une deuxième ligue lombarde. Cependant, conscient que l'agitation en Italie empêche Frédéric de partir en croisade, Honorius III enjoint à Jean de cesser d'agiter les villes. Le pape tente une dernière fois en janvier 1227 de faire tenir ses promesses à Frédéric, sans succès,. Le pape n'avait que peu d'illusion sur ses chances lors de sa demande, puisque le même jour, il accorde à Jean la charge de recteur du patrimoine de Saint Pierre en Tuscie, en étendant ce domaine à la ville stratégique de Pérouse,. Honorius III est remplacé à sa mort par Grégoire IX en mars 1227.

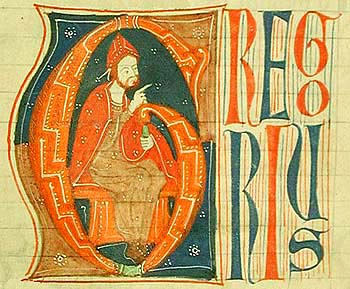
Grégoire IX représenté sur un manuscrit médiéval. Vers 1270. Bibliothèque universitaire de Salzbourg.

Le nouveau pape ne change rien à la situation, qui arrange les deux parties : Jean a besoin de l'argent que la papauté lui offre, tandis que la papauté a besoin des talents militaires de Jean. Grégoire fait en effet face à de graves troubles civils à Rome, qui le poussent à installer la Curie à Pérouse, sous la protection de son recteur. Le rôle de protecteur militaire de Jean s'accroît encore en septembre 1227, lorsque la rupture est totale entre la papauté et l'empereur Frédéric,. Ce dernier est en effet à ce moment de retour en Italie après avoir rebroussé chemin sur la route de la croisade, en raison d'une épidémie ayant frappé son armée. Grégoire voit là une rupture inacceptable des accords conclus avec son prédécesseur, et réagit fermement en excommuniant Frédéric en octobre, puis en renouvelant la sentence un mois plus tard. Il prévoit en plus de cette sanction spirituelle une expédition visant à confisquer le royaume de Sicile. Frédéric II cherche à regagner les faveurs du pape en reprenant le chemin de l'Orient en avril 1228, mais la mort d'Isabelle le 25, peu de temps après avoir accouché d'un fils nommé Conrad le met dans la même situation de régence que Jean de Brienne quelques années plus tôt.
Grégoire IX ne tolère cependant pas qu'un souverain excommunié soit à la tête d'une croisade en Terre Sainte et assemble donc en Occident des armées pour renverser l'empereur. Jean de Brienne est un choix « naturel » pour les mener, dans la mesure où il est le souverain le plus éminent et le meilleur commandant disponible pour la papauté, et que son ressentiment contre Frédéric est un gage de fidélité. Avec la mort de sa fille en avril, il n'a cependant plus l'espoir de redevenir roi de Jérusalem un jour, mais Guy Perry émet l'idée que la guerre qui se prépare pousse Jean à convoiter le trône de Sicile, que son frère Gautier III n'avait pas réussi à conquérir. À l'automne 1228, Rainald d'Urslingen, le légat impérial pour la Marche d'Ancône, Spolète et la Toscane maritime, attaque les États pontificaux, déclenchant ainsi un conflit ouvert.

### Guerre des Clés

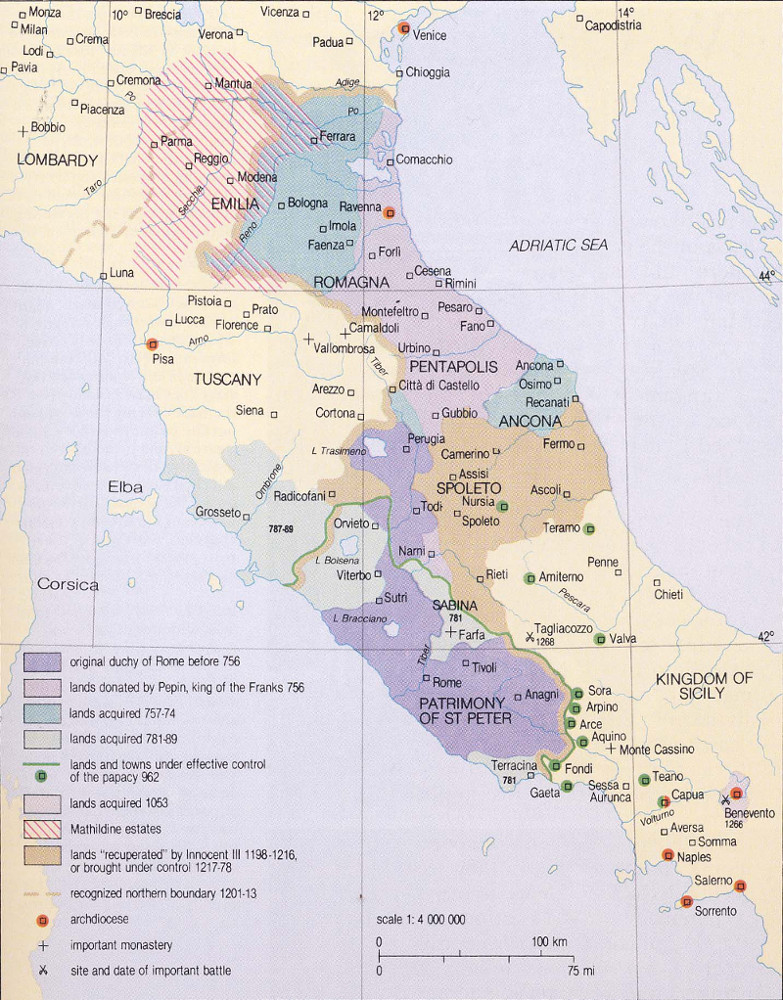
Carte de l'Italie centrale montrant les États pontificaux et les territoires voisins.

Le conflit connu sous le nom de « guerre des Clés », d'après l'emblème de la papauté, commence pour Jean de Brienne par une tâche d'une importance capitale pour le pape. Avec le cardinal Giovanni Colonna, il doit repousser Rainald d'Urslingen des États du pape, ce qu'il réussit à faire entre l'automne 1228 et le début de l'année 1229, en prenant notamment Ancône et Spolète,. L'avancée d'une autre armée papale dans le Bénévent contraint Rainald à se réfugier dans la forteresse de Sulmona, où il est assiégé par Jean et le cardinal Colonna.
L'ancien roi de Jérusalem quitte le siège en avril 1229 pour se rendre à la Curie, à Pérouse, pour conclure un accord qui va lui donner un titre impérial. En effet, en janvier 1228, Robert de Courtenay, empereur latin de Constantinople, est mort en laissant le trône à son frère de dix ans, Baudouin II. Les barons de l'Empire latin se mettent alors en quête d'un protecteur expérimenté capable d'exercer la régence, tandis que l'Empire est menacé par Ivan Asen II, tzar des Bulgares. Ils se tournent donc vers Jean de Brienne, qui bénéficie de sa position d'allié du Saint-Siège. La visite de Jean à Pérouse en pleine guerre des Clés est donc l'occasion pour lui de signer un traité préparé par des mois de négociations en amont pour ne pas reproduire la situation qu'il avait connue avec Frédéric II. Selon les termes de cet accord, Jean est élu empereur à vie de Constantinople en tant que co-dirigeant, un statut entériné par le mariage de sa fille Marie avec Baudoin II, qui devient lui aussi co-dirigeant (et n'aura le droit de se proclamer empereur unique qu'à la mort de Jean de Brienne). Ce dernier exige également que ses descendants héritent de l’Épire et de la Macédoine, même si ces deux régions ne font pas partie de l'Empire latin de Constantinople, mais de l'Empire de Nicée, gouverné par Jean III Doukas Vatatzès.
Malgré cette nouvelle situation avantageuse pour lui, Jean de Brienne regagne le siège de Sulmona, qu'il retrouve dans des conditions difficiles. Les armées pontificales subissent après quelques mois de guerre une situation financière très précaire et Jean est contraint de payer ses hommes avec des biens volés dans des établissements religieux. Le chroniqueur Matthieu Paris relaie ces accusations, comme d'autres brutalités commises par les troupes pontificales, notamment en Sicile, l'autre front de la guerre des Clés. Le retour de Jean permet au cardinal Colonna de gagner à son tour Pérouse pour demander en vain des fonds. Finalement, les deux hommes doivent abandonner le siège de Sulmona à l'été 1229 pour porter secours à Pélage Galvani, le vieil ennemi de Jean, envoyé à la tête d'une armée dans les Abruzzes,. Une fois rassemblées, les deux armées pontificales se mettent en route vers Capoue.
Le débarquement de Frédéric II en personne à Brindisi le 10 juin 1229 est un coup dur pour le camp du pape : l'empereur est victorieux en Orient un an seulement après son départ, puisqu'il a repris Jérusalem aux musulmans en acceptant un traité similaire à ceux qui avaient été proposés aux croisés lors de la cinquième croisade (le traité de Jaffa). Les troupes pontificales sont bientôt repoussées sur tous les fronts. Jean de Brienne, comme Giovanni Colonna ou Pélage Galvani, se retirent dans les États pontificaux pour y lever des fonds pour la poursuite de la guerre. Cependant, l'empereur cesse sa contre-offensive à la limite des États du pape pour entamer des négociations qui aboutissent au traité de San Germano en 1230. Jean de Brienne sollicite alors l'autorisation du pape de quitter toutes ses fonctions pour se retirer en France, afin de réunir des hommes et des fonds pour prendre sa nouvelle fonction de régent et co-empereur de l'Empire latin de Constantinople.

## Empereur de Constantinople

### Accession au trône impérial

Situation de l'Empire latin en 1230.

Pour son retour en Orient, Jean de Brienne s'immisce dans une situation complexe. En effet, depuis le sac de Constantinople en 1204, l'Empire byzantin n'existe plus,. Le territoire de l'ancien empire est alors morcelé en plusieurs États, dont l'Empire latin de Constantinople, mais aussi l'Empire de Nicée et celui de Trébizonde. L'Empire dont Jean doit prendre la tête se trouve pris en tenaille entre deux États menaçants : la Bulgarie d'Ivan Asen II et l'Empire de Nicée de Jean III Doukas Vatatzès, qui veulent tous deux reconquérir Constantinople pour restaurer à leur avantage l'Empire byzantin. Le tzar des Bulgares est tout particulièrement une menace, puisqu'il fut un temps envisagé pour la régence de l'Empire de Constantinople avant que les barons ne se portent sur Jean de Brienne à cause de leurs craintes de voir Ivan Asen II rattacher Constantinople à la Bulgarie.
Jean de Brienne n'arrive pas immédiatement dans son nouvel empire. Il s'implique d'abord dans la politique intérieure du royaume de France, en accompagnant notamment le jeune saint Louis en Bretagne, où il combat des barons révoltés. Il s'implique également dans la pacification de sa Champagne natale, un autre foyer de révolte contre Louis IX. Après avoir recruté des troupes en France, Jean revient en Italie en janvier 1231, pour négocier un traité avec le doge de Venise, Jacopo Tiepolo, qui accepte en échange de la confirmation par Jean des possessions et privilèges vénitiens dans l'Empire latin de le transporter à Constantinople, lui et sa suite de 500 chevaliers et 5000 fantassins. Jean se met en route en août. Parallèlement, le pape reconnaît finalement le titre de roi de Jérusalem à Frédéric II.
C'est finalement à l'automne 1231 que Jean est couronné empereur à Saint-Sophie. Sa domination ne s'étend alors qu'aux environs immédiats de Constantinople, sous la triple menace de l'empire de Nicée, du despotat d'Épire et du Second Empire bulgare.

### Début de règne
Lors de son accession au trône, Jean doit donc faire face à une situation politique, géographique et militaire très défavorable. En effet, il ne dispose pas des moyens financiers permettant la défense de son nouveau territoire et ne dispose pas plus des moyens de changer cette situation. C'est cependant ce qu'il tente de faire en maintenant son alliance avec Venise et en confirmant huit jours après son couronnement les engagements pris précédemment. En plus des privilèges commerciaux qui lui sont accordés, la cité des Doges presse Jean dès le début de son règne d'intervenir militairement contre Jean III Doukas Vatatzès, qui soutient une révolte anti-vénitienne en Crète, ce que le nouvel empereur refuse de faire, préférant attendre que Vatatzès soit davantage engagé ailleurs pour l'attaquer.
Cette attente a toutefois un effet délétère pour la défense de l'Empire latin. En effet, la plupart des chevaliers qui avaient suivi Jean à Constantinople rebroussent chemin lorsqu'ils comprennent que la croisade qu'ils attendaient n'aura pas lieu. De plus, la réputation de Jean en pâtit puisqu'il est taxé d'apathie et d'immobilisme par ses contemporains. Philippe Mouskes illustre dans sa Chronique rimée (écrite entre 1242 et 1272) les difficultés rencontrées par Jean de Brienne lorsqu'il dit qu'il n'avait les moyens « ni de faire la guerre, ni de faire la paix »,. Malgré tout, Jean de Brienne peut compter sur le soutien des princes d'Achaïe, appartenant à la famille d'origine champenoise des Villehardouin. Il reçut notamment 22 000 hyperpères de la part de Geoffroy II de Villehardouin, toujours au début de son règne,.
Sur le plan religieux, Jean facilite l'installation des ordres mendiants sur son territoire. À Constantinople, il accueille les Dominicains, mais semble personnellement plus proche des Franciscains, qui étaient déjà solidement installés dans l'Empire avant son arrivée. Cette proximité entre Jean et les Frères mineurs n'était alors pas nouvelle puisqu'il avait déjà facilité leur installation dans le royaume de Jérusalem lorsqu'il en était le roi. La religion joue également beaucoup dans les menaces qui pèsent sur l'Empire latin de Constantinople. En effet, il est entouré de voisins orthodoxes, particulièrement à partir de 1232, quand Ivan Asen II rompt son alliance avec la papauté et retourne vers l'orthodoxie, et donc également vers Vatatzès. L'orthodoxie devient ainsi le ciment d'une alliance entre les deux souverains, que les tentatives de négociation entre la papauté et le patriarche de Nicée ne suffit pas à dissoudre. Le résultat est même strictement inverse puisque le synode de Nymphaeon, censé promouvoir le dialogue, se termina en 1234 par une dispute entre les deux parties, chacune accusant l'autre d'être hérétique,.
Finalement, c'est Jean de Brienne qui déclenche les hostilités en 1233 contre Vatatzès, pour tenter de satisfaire ses alliés vénitien et de se dés-encercler par la même occasion. Profitant que ce dernier se soit rendu en personne envahir Rhodes, l'empereur latin décide d'attaquer l'avant-poste nicéen de Lampsaque, dans les Dardanelles. Déjà occupé à Rhodes et en Crète, Vatatzès ne dispose pas de suffisamment de troupes pour s'opposer à Jean de Brienne . Mais l'armée de ce dernier a des lacunes dans le domaine du renseignement qui le conduise à surestimer les forces nicéennes . Les Latins s'en tiennent donc à la conquête d'une petite portion de littoral et installent une garnison à Pegai. Peu après cette courte entreprise militaire, des membres des ordres mendiants tentèrent sans succès de négocier une trêve d'un an lors du synode de Nymphaeon. Dans la foulée, l'alliance pressentie depuis des années entre la Bulgarie et l'Empire de Nicée est conclue, et une cible désignée : Constantinople.

### Guerre des Trois Jean
L'alliance entre Vatatzès et Asen est scellée par le mariage du fils du premier, Théodore II Lascaris, avec la fille du second, Hélène de Bulgarie. En 1234, Jean de Brienne tente une médiation avec Vatatzès, grâce à l'entremise de deux Franciscains et de deux Dominicains, sans succès. Dans une lettre décrivant leurs négociations, les clercs décrivent même Jean comme un « indigent abandonné par ses mercenaires ». Après l'échec de cette dernière tentative de paix, les deux souverains alliés concluent au début de l'année 1235 un traité organisant le partage de l'Empire latin : Vatatzès doit recevoir Constantinople, tandis que Asen doit se voir conforter dans sa domination des Balkans,. La guerre qui devient alors inévitable sera connue sous le nom de « guerre des Trois Jean », du nom des belligérants : Jean de Brienne, Jean III Doukas Vatatzès et Ivan Asen II, aussi connu à l'époque sous le nom de Jean Asen
Les opérations militaires débutent lorsque les avant-postes latins en Thrace sont éliminés dans grande résistance par Asen, tandis que Vatatzès fait de même en Asie mineure et à Gallipoli. Les deux armées coalisées arrivent très rapidement sous les murs de Constantinople, qu'elles commencent à assiéger. La tactique bulgaro-nicéenne est de prendre la ville grâce à des assauts à la fois terrestre et maritimes destinés à regrouper les défenseurs sur un point des remparts pour pouvoir attaquer ailleurs. Les assiégeants sont aidés en cela par leur nombre, largement supérieur à celui des assiégés. Depuis l'intérieur de sa capitale, Jean de Brienne prend la tête de plusieurs sorties contre les assiégeants, qui réussissent à remonter le moral de ses troupes, à défaut de changer la situation militaire. L'importance de ces sorties en termes de propagande se retrouve dans le récit qu'en fait Philippe Mouskes : habituellement très critique à l'encontre de Jean, il fait l'éloge de ses sorties lors du siège et le compare à des figures comme Hector, Roland, Ogier le Danois et Judas Maccabée.
Le premier tournant du siège de Constantinople est l'arrivée d'une flotte de secours vénitienne, après que la cité des Doges ait été appelée à l'aide par Jean de Brienne dès les premiers jours du siège. Commandée par le duc de Naxos Angelo Sanudo, cette flotte réussit à mettre en déroute celle de Vatatzès. Le siège de Constantinople est alors brièvement levé. Pensant que les armées bulgaro-nicéennes n'allaient rien tenter avant le prochain printemps, Sanudo et sa flotte quittent la ville. Cependant, à l'automne 1235, les coalisés ont rétabli leur siège.
Le deuxième blocus de la ville est sensiblement moins violent que le premier, puisque Vatatzès et Asen cessent leurs tentatives d'assaut et que le blocus naval laisse passer les messages de Jean de Brienne au pape Grégoire IX, qui est informé de la situation à la mi-décembre. Les événements de Constantinople sont relayés en Occident, ce qui déclenche une mobilisation des républiques de Venise, Gênes et Pise pour venir en aide à l'Empire latin, bien que ces trois États soient rivaux. C'est cependant le prince d'Achaïe, Geoffroy II de Villehardouin, qui arrive le premier pour secourir Constantinople. Comme la flotte de Sanudo en 1235, il force le blocus maritime de Vatatzès, qui est le secteur le plus faible du dispositif de siège bulgaro-nicéen, au début de l'année 1236.
Face à ce deuxième échec, l'alliance entre les deux souverains orthodoxes se rompt, pour deux raisons. Premièrement, la prise de Constantinople est hautement improbable au vu des difficultés des assiégeants à contrôler efficacement la mer. Deuxièmement, Asen n'est pas prêt à engager ses forces dans de nouveaux assauts pour la prise d'une ville qui ne lui reviendra pas quoi qu'il arrive. Le tzar des Bulgares choisit donc de retirer ses troupes du siège. Dans la foulée, Vatatzès se replie également.
Après la fin de la guerre, une trêve est probablement conclue entre les différentes parties, peut-être à l'initiative d'Angelo Sanudo, selon Robert Saulger au XVIIe siècle. Que cette trêve ait été formellement conclue ou non, les belligérants de 1235 ne reprennent pas les hostilités avant plusieurs années.

## Mariages et enfants
Jean épousa en 1210 (vers l'âge de quarante ans) Marie de Montferrat (1191-1212), reine de Jérusalem, fille de Conrad de Montferrat et d'Isabelle de Jérusalem, roi et reine de Jérusalem, qui donna naissance à :
- Isabelle II (1211-1228), reine de Jérusalem, mariée à Frédéric II, empereur germanique.

Veuf, il se remaria en 1214 avec Rita d'Arménie (ap. 1195 - † 1220), fille de Léon II, roi d'Arménie et d'Isabelle, qui donna naissance à :
- Jean (1216-1220).

De nouveau veuf, il se remaria en 1224 avec Bérengère de Léon, fille du roi Alphonse IX de León et de Bérengère de Castille. De ce troisième mariage, il eut :
- Marie de Brienne (1225-1275), mariée en 1234 à Baudouin II de Courtenay (1218-1273), empereur latin de Constantinople et margrave de Namur ;
- Blanche, morte jeune ;
- Alphonse de Brienne dit d'Acre (v. 1225-1270), comte d'Eu ;
- Louis de Brienne (v. 1225-♰ ap. 1285), marié à Agnès de Beaumont, vicomte de Beaumont-au-Maine, Fresnay et Sainte-Suzanne ;
- Jean de Brienne dit Jean d'Acre (♰ 1296), Grand bouteiller de France, épouse Jeanne de Châteaudun puis, en 1251/1252, Marie de Coucy, veuve du roi Alexandre II d'Écosse dit le Pacifique. Il fut inhumé à l'abbaye de Maubuisson[147].

### Sources primaires
- Natalis de Wailly (édition), Récits d'un ménestrel de Reims au treizième siècle, 1876, 331 p. (BNF 31615446, lire en ligne).

### Sources secondaires
- (en) Guy Perry, John of Brienne: King of Jerusalem, Emperor of Constantinople, c.1175-1237, Cambridge University Press, 2013 (ISBN 978-1-107-04310-7).
- (en) Guy Perry, The Briennes : The Rise and Fall of a Champenois Dynasty in the Age of the Crusades, c. 950–1356, Cambridge University Press, 2018 (ISBN 978-1-107-19690-2).
- (en) Dana Celest Asmoui Ismail, History of the Counts of Brienne (950–1210), Royal Holloway University of London, 2013 (ISBN 9781911261292, présentation en ligne).
- (en) Janna Bianchini, The Queen's Hand: Power and Authority in the Reign of Berenguela of Castile, University of Pennsylvania Press, 2012 (ISBN 978-0-8122-4433-5).
- (en) James Michael Buckley, « The Problematical Octogenarianism of John of Brienne », Speculum,‎ avril 1957, p. 315–322.
- (en) Peter Lock, The Franks in the Aegean, 1204–1500, Longman, 1995 (ISBN 0-582-05140-1).
- (en) Steven Runciman, A History of the Crusades, vol. III : The Kingdom of Acre and the Later Crusades, Cambridge University Press, 1989 (ISBN 0-521-06163-6).
- (en) Warren Treadgold, A History of the Byzantine State and Society, Stanford University Press (ISBN 0-8047-2630-2).
- (en) Thomas C. Van Cleve, « The Fifth Crusade; The Crusade of Frederick II », dans Kenneth Setton; Robert Lee Wolff; Harry Hazard, A History of the Crusades, Volume II: The Later Crusades, 1189–1311, University of Wisconsin Press, 1969 (ISBN 0-299-04844-6), p. 377–462.
- René Grousset, Histoire des croisades et du royaume franc de Jérusalem , vol. III : 1188-1291 L'anarchie franque, Paris, Perrin, 1936 (réimpr. 2006), 902 p.
- René Grousset, L'Empire du Levant : Histoire de la Question d'Orient, Paris, Payot, coll. « Bibliothèque historique », 1949 (réimpr. 1979), 648 p. (ISBN 978-2-228-12530-7).
- M. Prévost, « Brienne (Maison de) » et « Brienne (Jean de) » dans Dictionnaire de biographie française, vol. 7, Paris, 1956 [détail des éditions] , col. 296-300 .
- Édouard de Saint-Phalle, « Les comtes de Brienne (troisième partie) : Le Roi, puis empereur Jean (ca 1180-1237) », Mémoires de la Société Académique de l'Aube, vol. 143,‎ 2019, p. 103–113 (ISSN 0395-0786).
- (en) Whalen Brett Edward, The Two Powers: The Papacy, the Empire, and the Struggle for Sovereignty in the Thirteenth Century, University of Pennsylvania Press, 2019 (ISBN 978-0812250862).
- (en) Peter Lock, Routledge Companion to the Crusades, Routledge, 2013 (ISBN 978-0415393126).